# Secrets (The Weeknd)
Secrets è un singolo del cantante canadese The Weeknd, pubblicato il 10 novembre 2017 come ottavo estratto dal terzo album in studio Starboy.

## Descrizione
Il ritornello del brano riprende quello di Talking in Your Sleep dei Romantics del 1983; inoltre è stato utilizzato un campionamento di Pale Shelter dei Tears for Fears del 1982.

## Video musicale
Il videoclip è stato pubblicato l'11 giugno 2017 sul canale Vevo-YouTube del cantante.